# ТЕС Брахмапурам
9°59′51″ пн. ш. 76°22′26″ сх. д. / 9.99750° пн. ш. 76.37389° сх. д.
ТЕС Брахмапурам – теплова електростанція у індійському штаті Керала, за десяток кілометрів на схід від Кочі.
В 1997 – 1998 роках на майданчику станції ввели в дію 5 генераторних установок на основі двигунів внутрішнього згоряння потужністю по 21,3 МВт. В 2014-му через нестачу запасних частин та технічні проблеми дві установки були зупинені і до 2019-го демонтовані.
За проектом ТЕС мала використовувати мазут. Цей вид палива був достатньо витратним, тому з 2014-го станція майже простоювала. На початку 2020-х розглядають плани переводу ТЕС на природний газ, що надходить до Керали через термінал для імпорту ЗПГ Кочі.
Видача продукції відбувається по ЛЕП, що працює під напругою 220 кВ.